# لدیگین (دهانه)
لدیگین یک دهانه برخوردی در ماه‌ است.

## دهانه‌های اقماری
این دهانه ۶ دهانه اقماری دارد.
| Lodygin | عرض جغرافیایی | طول جغرافیایی | قطر          |
| ------- | ------------- | ------------- | ------------ |
| C       | ۱۵.۹° S       | ۱۴۴.۵° W      | ۳۰.۰ کیلومتر |
| F       | ۱۷.۶° S       | ۱۴۲.۸° W      | ۴۷.۰ کیلومتر |
| J       | ۱۸.۵° S       | ۱۴۵.۱° W      | ۲۵.۰ کیلومتر |
| M       | ۱۹.۲° S       | ۱۴۶.۲° W      | ۱۴.۰ کیلومتر |
| L       | ۲۲.۶° S       | ۱۴۵.۴° W      | ۲۵.۰ کیلومتر |
| R       | ۱۸.۳° S       | ۱۴۹.۲° W      | ۳۰.۰ کیلومتر |